# Wierzbówka (roślina)
Wierzbówka (Chamerion) – rodzaj roślin zielnych z rodziny wiesiołkowatych (Onagraceae). Wyróżniany w niektórych ujęciach systematycznych lub włączany do rodzaju wierzbownica (Epilobium). Analizy molekularne i morfologiczne wskazują na siostrzaną pozycję tych roślin względem Epilobium sensu stricto, w opinii taksonomów utrzymujących ten takson – wyraźnie zaznacza się w wynikach tych analiz jego odrębność.
Do rodzaju tego (lub podrodzaju w obrębie Epilobium) zalicza się 8 gatunków. Wszystkie występują na półkuli północnej – w Eurazji i Ameryce Północnej, sięgając na południu do gór w środkowym Meksyku i do północnych krańców Afryki. W Polsce występują dwa gatunki, z których pospolitszym jest wierzbówka kiprzyca. 

## Systematyka

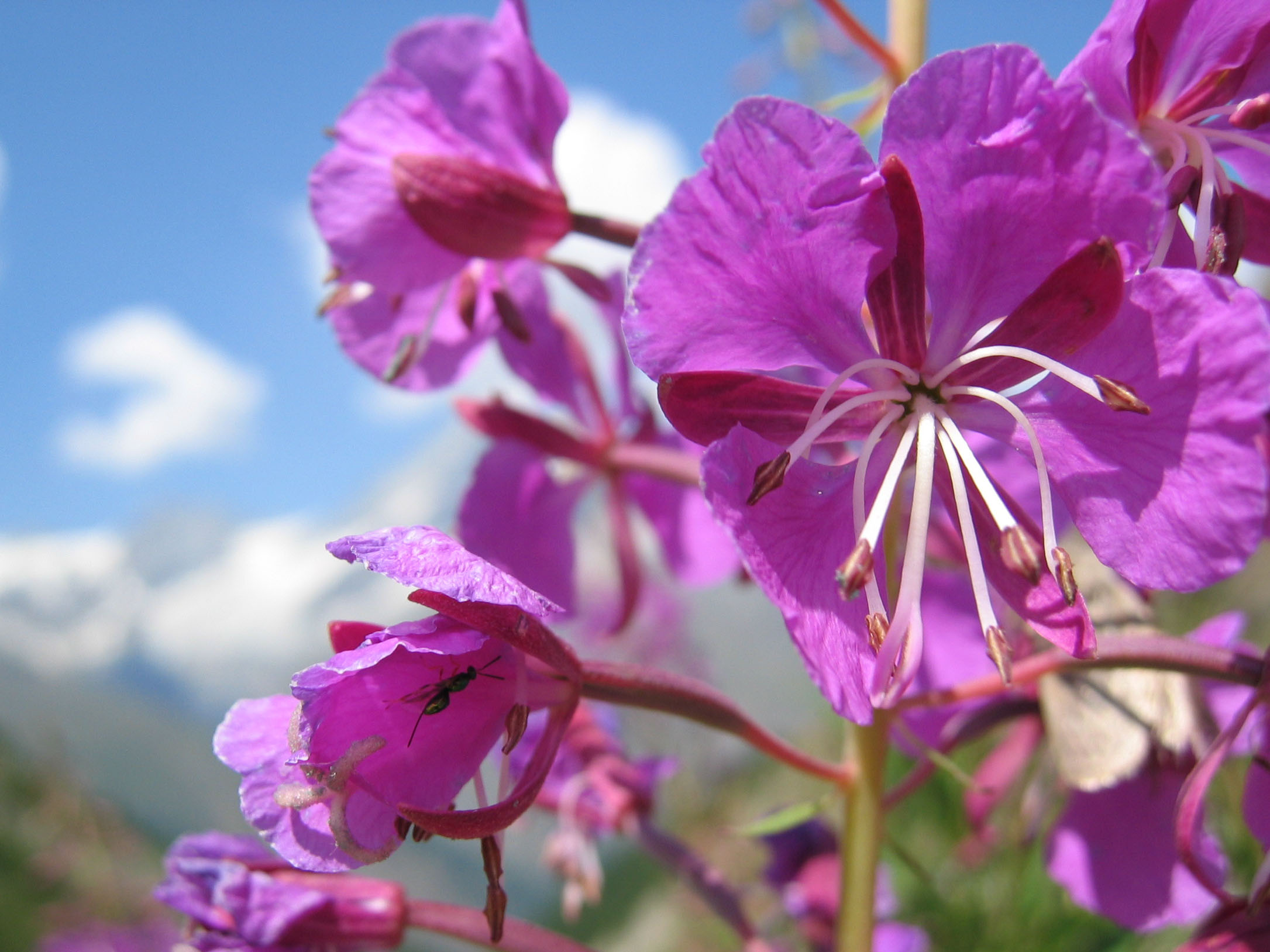
Kwiat wierzbówki kiprzycy

Według APweb (aktualizowany system APG IV z 2016), Plants of the World online, Crescent Bloom rodzaj ten włączany jest do rodzaju wierzbownica Epilobium. 
Gatunki flory Polski
- wierzbówka kiprzyca Chamaenerion angustifolium (L.) Scop. ≡ Chamerion angustifolium (L.) Holub ≡ Epilobium angustifolium L.
- wierzbówka nadrzeczna Chamaenerion palustre Scop. ≡ Chamerion dodonaei (Vill.) Holub ≡ Epilobium dodonaei Vill.

Systematyka rodzaju według
Rodzaj dzieli się na dwie sekcje.
- Sekcja: Chamerion
  - Chamerion angustifolium (L.) Holub – wierzbówka kiprzyca
  - Chamerion conspersum (Hausskn.) Holub
  - Chamerion latifolium (L.) Holub
  - Chamerion speciosum (Decne.) Holub

- Sekcja: Rosmarinifolium
  - Chamerion colchicum (Albov) Holub
  - Chamerion dodonaei (Vill.) Holub – wierzbówka nadrzeczna
  - Chamerion fleischerii (Hochst.) Holub
  - Chamerion stevenii (Boiss.) Holub